# Asporothrichum
Asporothrichum is een geslacht van schimmels. Het is nog niet met zekerheid in een familie ingedeeld (Incertae sedis). Ook zijn er nog geen soorten aan het geslacht toegekend.